# Серхіо Кортес
Серхіо Кортес (ісп. Sergio Cortés; нар. 11 січня 1968) — колишній чилійський тенісист.
Найвищу одиночну позицію світового рейтингу — 114 місце досяг 14 червня 1993 року.
Найвищим досягненням на турнірах Великого шолома було 3 коло в одиночному розряді.

## Титули на челленджерах

### Одиночний розряд: (3)
| Ранг | Рік  | Турнір              | Покриття | Суперник       | Рахунок       |
| ---- | ---- | ------------------- | -------- | -------------- | ------------- |
| 1.   | 1989 | Сан-Паулу, Бразилія | Ґрунт    | Франсіско Юніс | 6–4, 6–3      |
| 2.   | 1992 | Льєж, Бельгія       | Ґрунт    | Барт Вейтс     | 6–7, 6–3, 6–4 |
| 3.   | 1992 | Женева, Швейцарія   | Ґрунт    | Філіп Девулф   | 6–7, 6–2, 6–4 |

### Парний розряд: (1)
| Ранг | Рік  | Турнір          | Покриття | Партнер        | Суперники                        | Рахунок       |
| ---- | ---- | --------------- | -------- | -------------- | -------------------------------- | ------------- |
| 1.   | 1994 | Познань, Польща | Ґрунт    | Мартін Блекмен | Жоао Кунья е Сілва Емануел Коуту | 6–7, 7–5, 7–5 |